# 新戈罗多克
新戈罗多克（羅馬化：Novyy Gorodok）是俄罗斯克麦罗沃州的市级镇，属州辖市别洛沃市，地处克麦罗沃州西部，在别洛沃南、州府克麦罗沃南偏东方。该地以西有市级镇巴恰茨基，东北方有市级镇因斯科伊。
该地2021年人口有14,661人；2010年人口15,750；2002年人口16,765；1989年人口20,278。